# Marie Bedford
Marie Esther Bedford, coniugata Marran (Sudafrica, 27 marzo 1907 – Durban, 8 settembre 1997), è stata una nuotatrice sudafricana.

## Carriera
Specializzata nello stile libero ha vinto una medaglia di bronzo nei 4×100 m sl alle olimpiadi di Amsterdam 1928. Negli stessi giochi partecipò anche ai 400 m sl, venendo tuttavia eliminata al primo turno.